# How Much Time Do We Have Left
How Much Time Do We Have Left – singel słoweńskiego komika i piosenkarza Klemena Slakonja wydany 25 stycznia 2025 roku, nakładem wytwórni Universal Music Slovenia. Utwór reprezentowała Słowenię w 69. Konkursie Piosenki Eurowizji (2025).

## Tło i kompozycja
Utwór opowiada o walce z chorobą jego żony Mojcy Fatur która wyzdrowiała z rzadkiej formy nowotworu tj. zespołu mielodysplastycznego. Klemen składa hołd determinacji swojej małżonce w walce z chorobą, jednocześnie podkreślając jak ważny jest wspólnie spędzany czas oraz jak ulotne jest ludzkie życie.

## Konkurs Piosenki Eurowizji
25 stycznia 2025 piosenka zakwalifikowała się do słoweńskich preselekcji EMA 2025. 1 lutego 2025 zwyciężyła superfinał eliminacji zdobywszy 8895 głosów od widzów, dzięki czemu będzie reprezentować Słowenię w Konkursie PiosenkiEurowizji 2025 w Bazylei.

## Lista utworów
- Digital download

1. „How Much Time Do We Have Left” – 3:03